# Shun Hing Square
Shun Hing Square (en chino, 信兴广场/地王大厦), también conocido como "Di Wang" en Shenzhen, es un rascacielos de 384 metros (1 260 ft) de altura situado en Shenzhen, provincia de Guangdong, China. 
Es actualmente el segundo edificio más alto de Shenzhen, el undécimo edificio más alto de China, y el 24.º edificio más alto del mundo. Fue el primer rascacielos de China en ser uno de los diez más altos del mundo (Bank of China Tower y Central Plaza, en Hong Kong, fueron construidos mientras Hong Kong era todavía parte del Imperio británico). El edificio fue construido al rápido ritmo de cuatro plantas en nueve días. La torre principal tiene oficinas, mientras que un anexo acompañante de 35 plantas contiene apartamentos, aparcamientos y una galería comercial que tiene cinco plantas, cuatro grupos de escaleras mecánicas, cinco ascensores de pasajeros y dos ascensores de servicio, y un área de entre 3 450 m² y 4 900 m². En la planta más alta se encuentra el Meridian View Centre, una plataforma de observación.
En septiembre de 2011, Shun Hing Square se convirtió en el segundo edificio más alto de Shenzhen cuando el cercano Kingkey 100, con 442 metros (1 443 ft), le sobrepasó en altura.

## Galería de imágenes

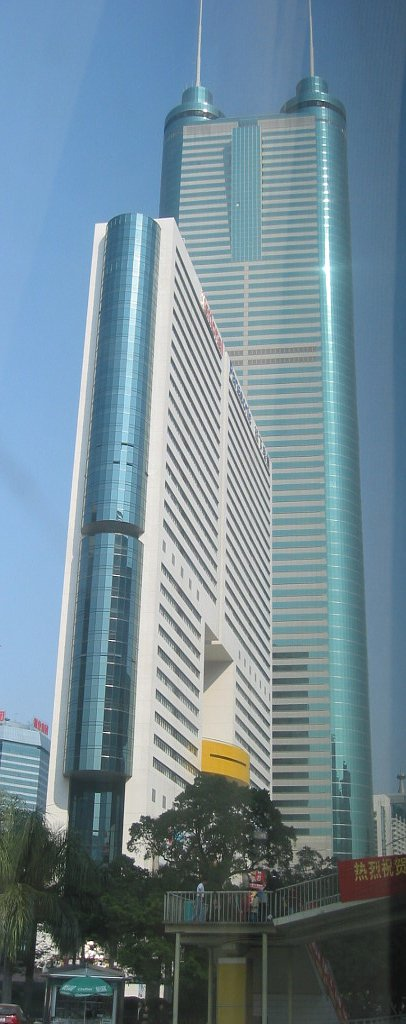
Shun Hing Square con el anexo mostrado delante.
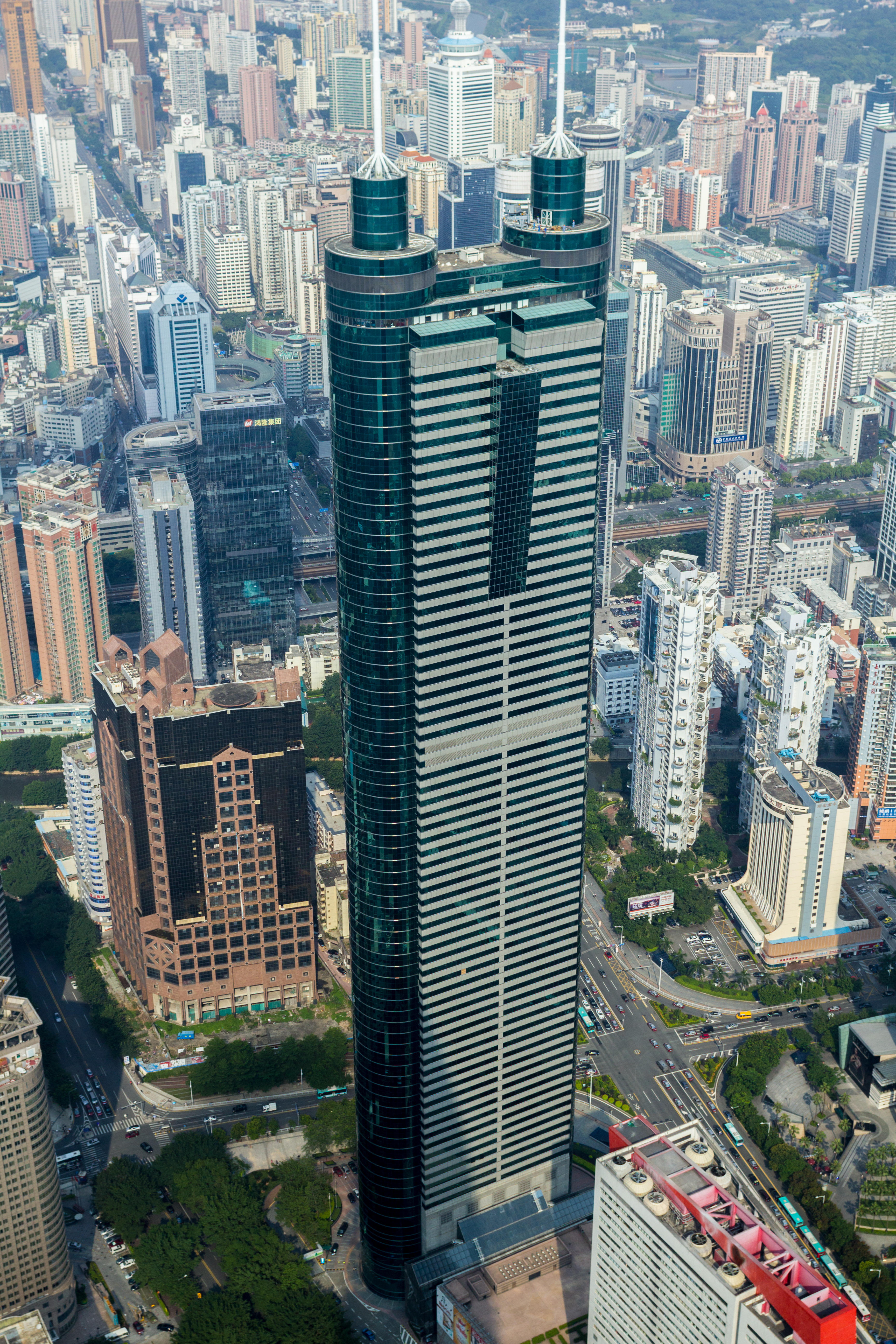
Vista aérea del Shun Hing Square.
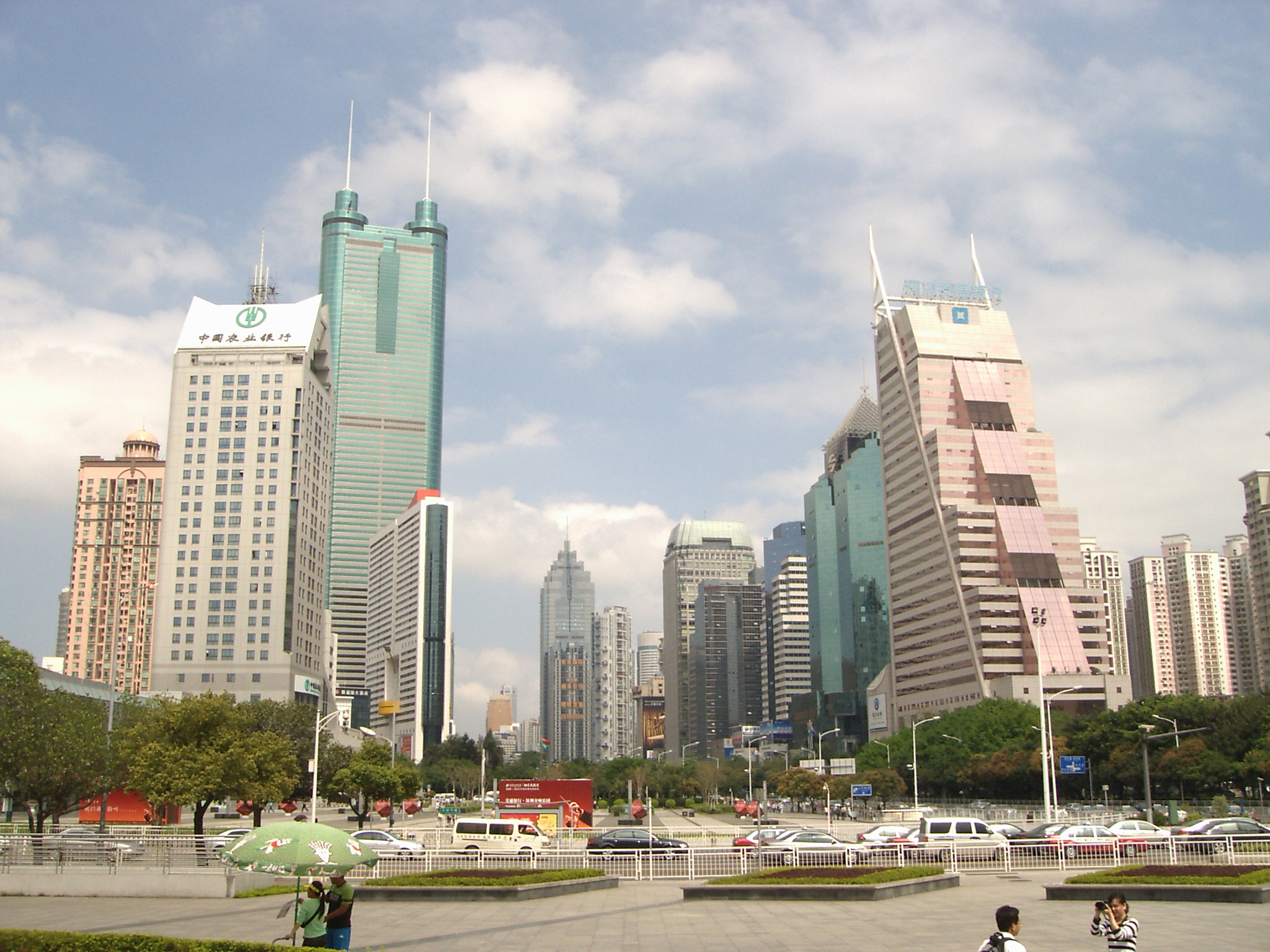
Vista del edificio desde una plaza cercana.